# Даргечит
Даргечит (тур. Dargeçit) — город и район в провинции Мардин (Турция).

## История
Люди жили в этих местах с древнейших времён. Впоследствии город входил в состав разных государств; в XVI веке он попал в состав Османской империи.

## Археология
В районе Даргечит в Бонджуклу Тарла был найден храм возрастом 11300 лет, который действовал в то же время, что и религиозный центр в Гёбекли-Тепе. Также здесь нашли часть канализационной системы, которая находилась в зоне общественного пользования.